# Morning Musume
Morning Musume '25 (モーニング娘。'25, Mōningu Musume Tsu-Faibu), también denominado Momusu (モー娘。o Mōmusu) y cuya traducción significa "Hijas de la Mañana", es un grupo musical femenino japonés encuadrado en el estilo musical J-Pop.
Creado en 1997 por el cantante, compositor y productor Tsunku (Mitsuo Terada) quien compone y escribe la mayoría de las canciones. Morning Musume es el grupo más importantes de la factoría musical Hello! Project, dirigida por Naoki Yamazaki,  a cuyos artistas se les denomina "Idols" siendo Tsunku el responsable de la creación y disolución de los grupos hasta 2014 cuando renunció por su cáncer de laringe.
Actualmente, son uno de los grupos de chicas ídolos japoneses más exitosos, manteniendo el récord de la segunda mayor venta de sencillos en general (de un grupo femenino) en las listas de Oricon en enero de 2012,  así como el récord de la mayor cantidad de sencillos con 66 títulos a octubre de 2018  y la mayoría de los diez primeros álbumes con 18 títulos a fecha de marzo de 2019. Morning Musume también es el mayor vendedor de DVD en la categoría de grupo femenino en Japón. Sus ventas combinadas de CD y DVD superan los 200 millones de copias solo en Japón.
A lo largo de su trayectoria han obtenido un notable éxito comercial, en Japón y fuera de sus fronteras, y experimentado numerosos cambios de formación. Las integrantes originales, jóvenes adolescentes, cuando alcanzan una cierta edad son sustituidas por nuevas aspirantes en algo a lo que se conoce como "graduación". De este modo las nuevas integrantes son catalogadas como miembros de segunda, tercera, cuarta generación y así sucesivamente.

## Historia

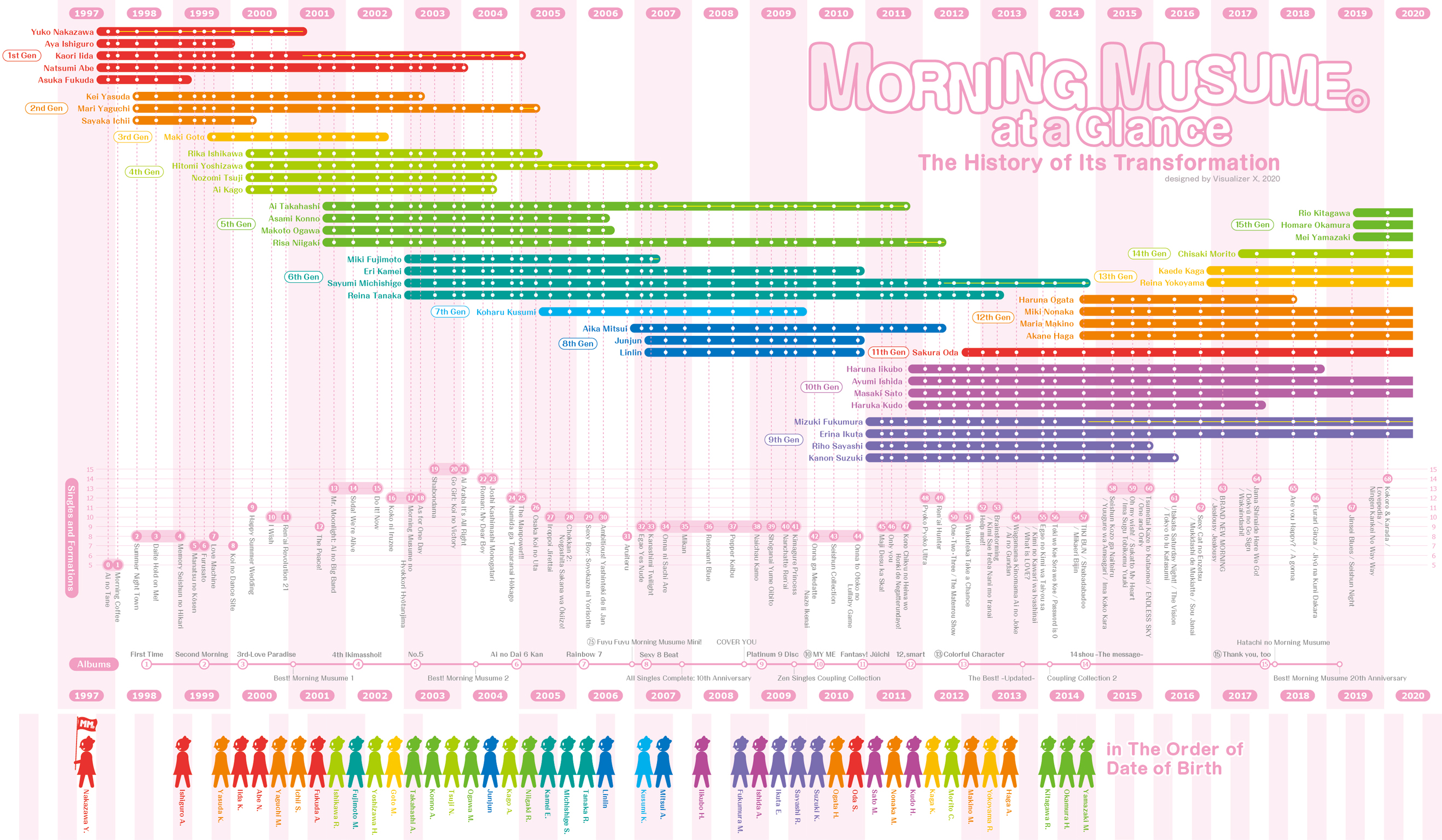
Historia de los sencillos a través del tiempo y transición de cada miembro del grupo.

### Formación del grupo y debut
En el año de 1997 el vocalista del grupo japonés Sharan Q, Tsunku, organizó un certamen para elegir a una chica que sería promovida como una nueva estrella pop. A esta convocatoria acudieron numerosas aspirantes y de las principales finalistas que no obtuvieron premiación nació el proyecto para promocionarlas gracias al gran talento que mostraron en las audiciones. A este proyecto se le dio el nombre de Morning Musume, formado originalmente por Yuko Nakazawa, Aya Ishiguro, Kaori Iida, Natsumi Abe y Asuka Fukuda a ellas se les dio el reto de vender 50,000 copias de su canción-demo "Ai no Tane" en solo 5 días de promoción y ellas lo lograron con solo 4 días de promoción en noviembre de 1997, de una manera muy popular, así que Tsunku comenzó su misión de crear el grupo de chicas más famoso de Japón.

###### 1998
Su éxito continuó con la canción "Morning Coffee", que salió a la venta el 28 de enero. El 3 de mayo entró la 2.ª generación de Morning Musume conformada por Kei Yasuda, Mari Yaguchi y Sayaka Ichii lo que hizo crecer el tamaño del grupo dejándolo con 8 integrantes. El sencillo debut de la segunda generación fue "Summer Night Town", segundo sencillo del grupo, que se publicó el 27 del mismo mes.
El 8 de julio, el grupo lanza su primer álbum de estudio "First Time".
Daite Hold On Me, el tercer sencillo del grupo fue publicado el 9 de septiembre.

### Golden Era (1999-2004)

###### 1999
El cuarto sencillo  del grupo "Memory Seishun no Hikari" fue lanzado el 18 de febrero, este fue el último sencillo de Asuka Fukuda, quien se graduó el 18 de abril a los 15 años, siendo la primera integrante en graduarse.
El 12 de mayo, el grupo lanzó su quinto sencillo y el primero sin Asuka Fukuda, "Manatsu no Kousen".
Más tarde, el 14 de julio, el grupo lanzó su sexto sencillo "Furusato", alcanzando el número 5 en Oricon. Este sencillo tiene a Natsumi Abe como cantante principal, mientras que el resto de las integrantes hacen coros.
El 28 de julio, el grupo lanza su segundo álbum de estudio "Second Morning".
Maki Goto se unió al grupo como la única miembro de la tercera generación el 22 de agosto. Su sencillo debut fue "LOVE Machine", el séptimo sencillo del grupo. Hasta la fecha, este es el sencillo más vendido del grupo y de "Hello! Project", vendiendo más de un millón de copias.

###### 2000
Se gradúa Aya Ishiguro el 7 de enero a los 22 años. 
El 26 de enero lanzan el octavo sencillo del grupo "Koi no Dance Site", alcanzando el número 2 en Oricon,  también se logró vender más del millón de copias.
El 23 de mayo, lanzan su tercer álbum de estudio "3rd -LOVE Paradise-".
Entra la 4.ª generación conformada por Rika Ishikawa, Hitomi Yoshizawa, Nozomi Tsuji y Ai Kago quedando el grupo con 11 miembros, su sencillo debut fue "Happy Summer Wedding", lanzado el 17 de mayo. Éste, por otra parte fue el último sencillo en el que participa Sayaka Ichii, quien se graduó de Morning Musume el 21 de mayo de 2000.

###### 2001-2003
A finales de enero, el álbum de Hello! Project más vendido hasta la fecha, con 2,259,510 copias vendidas, Best! Morning Musume 1, fue lanzado.
En abril, la líder y miembro de la primera generación Yuko se graduó del grupo. Tras su graduación, Kaori se convirtió en la nueva líder y Yasuda Kei en sub-líder.
A finales de año, cuatro nuevas miembros entraron al grupo como 5.ª generación tras la LOVE Audition 21: Ai Takahashi, Asami Konno, Makoto Ogawa, y Risa Niigaki, sumando el número de miembros a 13 chicas. Su primer sencillo en el grupo, "Mr.Moonlight ~Ai no Big Band~", vendió más de medio millón de copias.
En febrero de 2002, "Souda! We're ALIVE", fue lanzado.
A finales de 2002 Maki Goto se graduó del grupo, siendo su último sencillo "Do it! Now".
En 2003, "Morning Musume no Hyokkori Hyoutanjima" fue lanzado en febrero como 17.º single del grupo. En abril de ese año se lanzó otro exitoso single, "AS FOR ONE DAY", el cual alcanzó el primer puesto en el Oricon. También fue el último sencillo de Yasuda Kei en el grupo.
Antes de que audiciones para la 6.ª generación tuvieran lugar, lanzaron el álbum No.5.
Cuatro nuevas chicas fueron añadidas como sexta generación: Miki Fujimoto, Eri Kamei, Sayumi Michishige, y Reina Tanaka. El primer sencillo de esta generación fue "Shabondama". Al momento de incorporarse la sexta generación, esta ha sido hasta la fecha la formación más numerosa que ha tenido el grupo, siendo 15 integrantes.
Morning Musume fue dividido en dos subgrupos para así poder ir de tour por más ciudades. Morning Musume Sakura Gumi (incluyó a Abe Natsumi, Yaguchi Mari, Yoshizawa Hitomi, Kago Ai, Takahashi Ai, Niigaki Risa, Konno Asami y Kamei Eri), y Morning Musume Otome Gumi (que incluyó en Iida Kaori, Ishikawa Rika, Tsuji Nozomi, Ogawa Makoto, Fujimoto Miki, Michishige Sayumi y Tanaka Reina9.

###### 2004
A principios de año, Abe Natsumi se graduó del grupo tras el lanzamiento de "Ai Araba IT'S ALL RIGHT".
Audiciones para una séptima generación tuvieron lugar en varias ciudades, resultando en seis finalistas. Sin embargo, el 9 de enero de 2005, Tsunku sorprendió a todos anunciando que nadie había pasado la audición, citando que había puesto las expectativas demasiado altas este año teniendo esperanzas por encontrar una nueva "ace". Esa fue la primera vez en la que una audición acabó sin nuevas miembros.
En agosto, Tsuji Nozomi y Kago Ai se graduaron de Morning Musume para centrarse en su dúo, W.
En noviembre, "Namida ga Tomaranai Houkago" fue lanzado. Siguiendo a este sencillo, Morning Musume EARLY SINGLE BOX fue lanzado.
Su sexto álbum de estudio, Ai no Dai 6kan, se lanzó en diciembre. Este fue el último álbum de estudio en el que Kago Ai, Tsuji Nozomi, Iida Kaori, Yaguchi Mari, e Ishikawa Rika están acreditadas.

###### 2005
El 30 de enero, Iida se graduó de Morning Musume. La nueva líder fue Mari y la nueva sub-líder Hitomi. El último sencillo de Iida fue "THE Manpower!!".
En febrero, Tsunku comenzó otra audición para una séptima generación. Esta audición resultó en un miembro, Koharu Kusumi.
El 27 de abril, "Osaka Koi no Uta", fue lanzado. Este fue el último sencillo de Yaguchi Mari e Ishikawa Rika.
En julio, Morning Musume lanzó "Iroppoi Jirettai". Este fue el primer sencillo de Koharu Kusumi, la única integrante de la séptima generación en el grupo al igual que el primer sencillo como líder de Yoshizawa Hitomi y como sub-líder de Fujimoto Miki. El sencillo se consideró el mayor hit del año tras haber vendido 20,000 copias más que cualquier sencillo de ese año.
A partir de este año, todas los miembros de "Hello! Project" (salvo Hello! Pro Egg, ahora conocidas como Hello! Pro Kenshuusei) comienzan a tener su color individual dentro de sus grupos para mercancía e incluso atuendos para los conciertos.

###### 2006
El 16 de enero, se anunció que Morning Musume había ganado el Kanagawa Image Up Award en reconocimiento por el apoyo de Hello! Project a la campaña anti-polución.
El 28 de abril, Tsunku anunció en su sitio web oficial, que Asami Konno y Makoto Ogawa de la quinta generación se graduarían del grupo. Su último sencillo fue "Ambitious! Yashinteki de Ii jan".
Tsunku también anunció una nueva audición para una octava generación, llamada Morning Musume Happy 8ki Audition. El 10 de diciembre, en Hello! Morning, se anunció que la nueva miembro sería Aika Mitsui.
El último sencillo del año fue "Aruiteru", el cual fue un gran hit. Fue el primer sencillo en 3 años y medio en alcanzar el primer puesto del Oricon. Su primer miniálbum, 7.5 Fuyu Fuyu Morning Musume Mini!, fue lanzado en diciembre.

###### 2007
En 2007 Morning Musume como agrupación cumple 10 años y para celebrar esta fecha se preparó un sencillo conmemorativo. Dicho sencillo contó con una serie especial de participantes, formado por miembros graduados y actuales, a la cual se llamó Morning Musume Tanjou 10nen Kinentai entre los que participó Kaori Iida, miembro que más tiempo ha permanecido en el grupo, Abe Natsumi, la cara de Morning Musume, Maki Goto, representando la era dorada de Momusu, Koharu Kusumi que personifica la nueva era y Risa Niigaki. El primer sencillo de esta unit fue "Bokura ga Ikiru My Asia".
En febrero, el primer sencillo de Aika Mitsui en el grupo, "Egao YES Nude", fue lanzado.
El 15 de marzo, Tsunku anunció que habría dos miembros más en la octava generación del grupo: Li Chun y Qian Lin, ambas procedentes de China, entraron como "estudiantes de intercambio". Tsunku dijo que estas dos miembros serían la clave para que el grupo se expandiese en Asia y se les dio los nombres artísticos de "Junjun" y "Linlin" respectivamente.
Con el éxito de "Kanashimi Twilight", el 1 de mayo, Morning Musume se volvió el "grupo femenino con mejores ventas de Japón" con 11,085,000 copias en total vendidas, y siendo este su quinto récord en el Oricon. El logro supera al anterior de Pink Lady, que tenía 11,037,000 copias vendidas.
El 6 de mayo, Hitomi Yoshizawa se graduó del grupo, dando su liderazgo a Miki Fujimoto (Quien nació el 1985).

Un mes después de la graduación de Yoshizawa, Fujimoto Miki renunció a Morning Musume tras ser vista en un escándalo. Ai Takahashi se convirtió en la nueva líder.

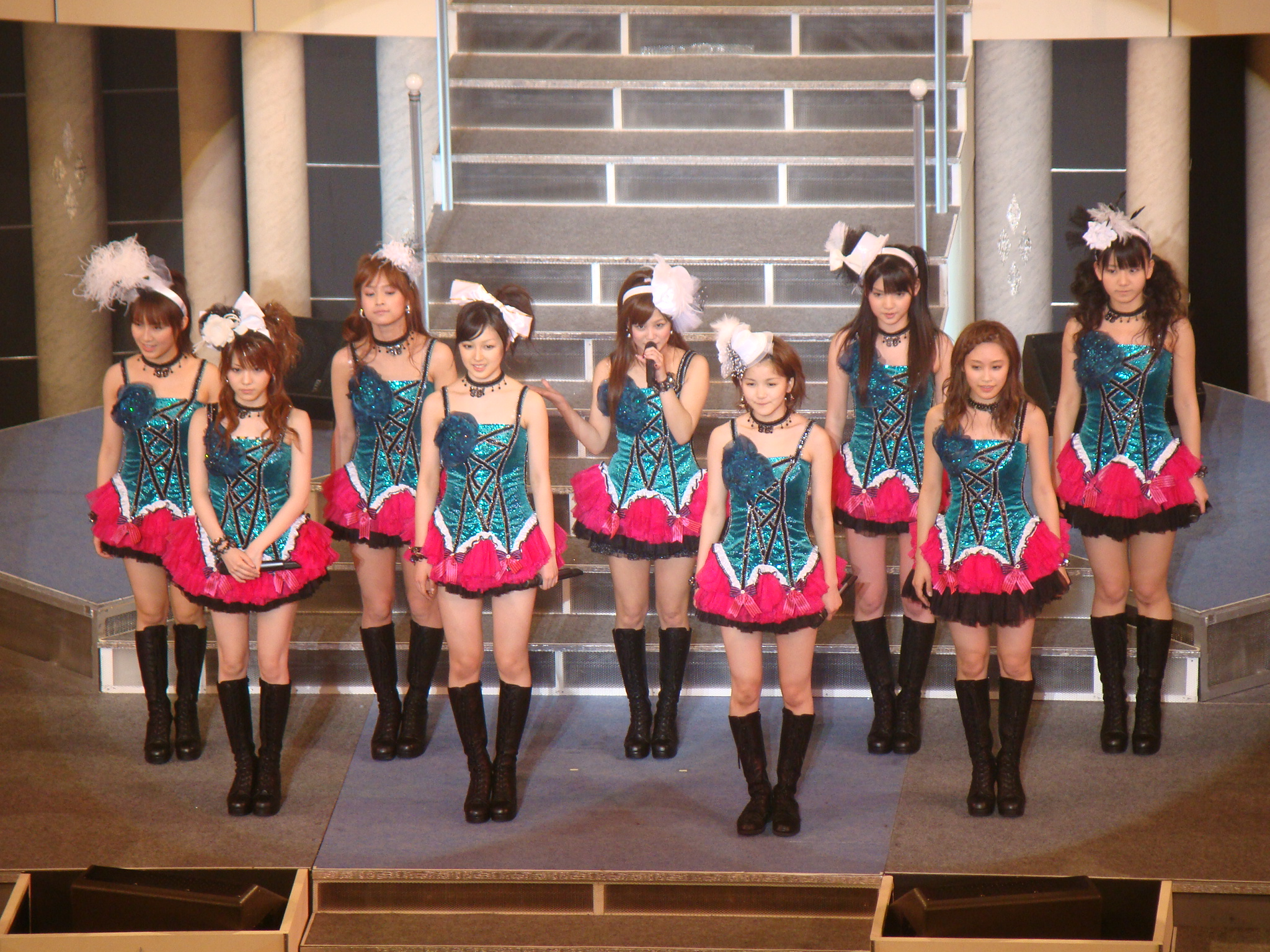
Así fue la formación de Morning Musume desde 2007 hasta 2009, siendo 9 miembros hasta la graduación de Koharu Kusumi.

### Platinum Era (2007-2010)

###### 2008-2010
2008 fue el primer año en el que no hubo cambios en la formación de Morning Musume.
En marzo de 2009, todos los sencillos y álbumes de Morning Musume, empezaron a estar disponibles en JapanFiles.com vía MP3 en México, Estados Unidos y Canadá.
Morning Musume lanzó su 39.º sencillo, "Shouganai Yume Oibito", el 13 de mayo, alcanzando el primer puesto del Oricon desde "Aruiteru" en 2006.
A finales de septiembre de 2009, "Nanchatte Ren'ai" se volvió en el sencillo más vendido del grupo desde "Iroppoi Jirettai", el cual fue lanzado en 2005.
En diciembre de 2009, Koharu Kusumi se graduó de Morning Musume tras el lanzamiento de "Kimagure Princess". Su graduación marcó el final de la formación que más tiempo ha durado sin cambios.
En agosto de 2010, audiciones para una novena generación comenzaron. Esta fue la primera generación del grupo en cuatro años, desde la 8.ª generación en 2006.
El 17 de noviembre de 2010, su 44.º sencillo, "Onna to Otoko no Lullaby Game", fue lanzado. Este fue el último sencillo en el grupo de Eri Kamei, Junjun y Linlin.
El 15 de diciembre de 2010, la graduación de Eri Kamei, Junjun y Linlin, tuvo lugar. Esta fue la graduación más grande en la historia de Morning Musume. Redujo el número de miembros a 5, la formación más pequeña desde 1998.

###### 2011
Comienza la actividad de la novena generación conformada por Mizuki Fukumura (miembro ya perteneciente a Hello! Project), Erina Ikuta, Riho Sayashi y Kanon Suzuki. Estas dos últimas son las primeras miembros de Morning Musume en nacer después de que el grupo se creó. Su sencillo debut fue "Maji Desu ka Ska!". Sale a la venta el 15 de junio el sencillo número 46 "Only You" al que le sigue el sencillo Kono Chikyū no Heiwa wo Honki de neggaterun Dayo! / Kare to Issho ni Omise ga Shitai! que salió a la venta el 14 de septiembre. Se gradúa la líder Ai Takahashi después de 10 años de estar en el grupo y 4 años como líder de este mismo, estableciendo el récord de ser la líder de Morning Musume por más tiempo, a la vez que Risa Niigaki (la nueva líder) pasa a hacer historia siendo la integrante que más años lleva en el grupo, superando a Kaori Iida con 7 años y a su amiga Ai Takahashi con 10 años y 4 meses. En el concierto de graduación de Ai Takahashi se anuncia a la 10.ª generación conformada por Haruna Iikubo, Ayumi Ishida, Masaki Sato y Haruka Kudo.

### Colorful Era (2012-2014)
2012
El 2 de enero se anuncia que la líder Risa Niigaki se gradúa de Morning Musume.
Se lanza el sencillo n°48 del grupo llamado "Pyoko Pyoko Ultra" el 25 de enero, sencillo en el cual la décima generación hace su debut oficial, y es el sencillo menos vendido del grupo hasta la fecha. 
Se lanza el sencillo n°49 llamado "Renai Hunter" el 11 de abril alcanzando el 1.er. lugar en el Ranking de Oricon. 
El 4 de mayo Aika Mitsui anuncia su graduación (sólo de Morning Musume ya que continuará en Hello! Project) debido a una lesión en su pierna que le impidió continuar sus actividades dentro del grupo.
El 18 de mayo se gradúa de Morning Musume y Hello! Project la entonces líder Risa Niigaki se gradúa de Morning Musume la última miembro de la octava generación Aika Mitsui, dejando a Sayumi Michishige como la nueva líder y a Reina Tanaka como sub-líder, anunciadas oficialmente por Tsunku en el concierto de graduación. A la vez, en el concierto se anuncian las audiciones para la undécima generación de Morning Musume llamada "Suppin Utahime".
El 8 de agosto, el50° sencillo del grupo, "One•Two•Three / The Matenrou Show", se convirtió en el sencillo más vendido de Morning Musume desde 2003. También fue el primer sencillo desde "Ai Araba IT'S ALL RIGHT" en vender más de 100.000 copias. 
El 13 de septiembre se dan a conocer las finalistas, mientras que el 14 de septiembre se anuncia a la 11.ª. Generación, la cual esta sólo conformada por Sakura Oda.
El 10 de octubre, el grupo lanza su 51° sencillo Wakuteka Take a chance.
El 18 de noviembre, durante la gira de otoño Tanaka Reina anunció que se graduará de Morning Musume y Hello! Project a finales de mayo de 2013 su gira de conciertos de primavera, para formar parte de una nueva banda de Up-front agency.
El 11 de diciembre, Morning Musume anunció su sencillo número 52. Help me! se fija para ser lanzado el 23 de enero de 2013.
El 14 de diciembre se reveló que el color oficial de Oda Sakura sería el lavanda (luz púrpura).

###### 2013
Fue anunciado que el sencillo número 52 sería titulado Help me!!, y que sería el primer sencillo donde apareciera el miembro de la decimoprimera generación, Sakura Oda. El sencillo fue lanzado el 23 de enero de 2013. Ese fue el primer sencillo del grupo desde “Shouganai Yume Oibito” en 2009, en llegar en primer lugar en la lista semanal de oricon.
El 28 de febrero fue posteado en la página de YouTube un shot de una nueva canción titulada “Brainstorming”. Unos días después otra nueva canción titulada “Kimi Sae Ireba Nani mo Iranai” fue subida a la página de YouTube en su versión dance.
Fue confirmado que ambos tracks serían lanzados como un disco doble el 17 de abril. También sería el sencillo de graduación de Tanaka Reina.
Se anuncia que el 16 de marzo las audiciones para la decimosegunda generación llamada “Morning Musume Mirai Shoujo audition”.La audición de la 12.ª generación estará retrasada debido a la cantidad de aplicaciones más allá a la fecha de límite.
El 21 de mayo durante el concierto de graduación de Tanaka Reina, Fukumura Mizuki y Iikubo Haruna Fueron nombradas como Sub-líderes de morning Musume.
El 28 de agosto, el grupo lanzó su sencillo número 52° "Wagamama Ki no Mama Ai no Joke / Ai no Gundan". El 12 de septiembre, dos días antes del aniversario del grupo, el sencillo ocupó el puesto número 1 en la primera semana de ventas. Fue el sencillo más vendido de todo Hello! Project del año. Y se convirtió en el sencillo más vendido de Morning Musume desde 2002.
A finales de año Tsunku informa que el nombre del grupo, a partir del 1 de enero de 2014 pasaría a ser Morning Musume '14 y que cada año este iría cambiando.

###### 2014
Morning Musume cambia su nombre a Morning Musume. '14.
El 29 de enero, el sencillo número 56 "Egao no Kimi wa Tayou Sa / Kimi no Kawari wa Iyashinai/ What is Love?" alcanzando por cuarta vez el primer lugar en el Oricon. El video musical de "What is Love?" fue filmado durante el concierto de la gira de otoño de 2013 en el Nippon Budokan.
Se anunció la "Golden Audition", las audiciones para la 12.ª generación.
El 16 de abril el grupo lanza su 56° sencillo "Toki wo koe Sora wo Koe / Password is 0". 
El 29 de abril, durante el concierto del Morning Musume '14 Concert Tour Haru ~Evolution~ en Yamaguchi, Michishige Sayumi anunció su graduación del grupo, la cual tendría lugar al final de su tour de otoño.
El 16 de agosto, se anunció que el último día del tour sería el 26 de noviembre en el Yokohama Arena.
Tsunku anunció que las ganadoras de la 12.ª Gen de Morning Musume '14 Serán Anunciadas en el Nippon Budokkan el 30 de septiembre. Las ganadoras de la audición fueron Haruna Ogata, Miki Nonaka, y dos miembros de Hello Pro Kenshuusei Maria Makino y Akane Haga. El 14.º álbum oficial de Morning Musume'14 "Shou [The Message]" fue lanzado.
El 15 de octubre lanza el sencillo n°57 del grupo llamado "TIKI BUN / Shabadaba Doo~/ Mikaeri Bijin", el cual sería el sencillo de graduación de Michishige Sayumi.
El 26 de noviembre se gradúa Sayumi Michishige en la gira de otoño en el Yokohama Arena, siendo la última chica de la "platinum era" en graduarse, y la chica con más tiempo en Morning Musume. Pasando el liderazgo de Morning Musume.'14 a Mizuki Fukumura y Erina Ikuta como nueva sub-líder, y de Hello! Project a la integrante de ℃-ute, Maimi Yajima.

### Fukumura Mizu Era (2014-2023)

###### 2015
Morning Musume. '14 cambia su nombre a Morning Musume.'15.
El 9 de febrero se anunció que el grupo estaría lanzando una canción para la próxima película de Pretty Cure, en la que Haruna, Ayumi y Sakura estarían prestando sus voces para 3 espíritus, cuyos diseños ellas mismas crearon.
El 14 de febrero se anunció que Haruna iba a ser la mentora oficial de la 12.ª generación trayendo de vuelta esta costumbre por primera vez desde el año 2011.
El 15 de abril se lanzó el 58° sencillo y sencillo debut de la 12.ª generación, "Seishun Kuzo ga Naiteiru / Yuugure wa Ameagari / Ima Koko Kara". "Ima Koko Kara" fue la canción banda sonora para la película PreCure All Stars: Haru no Carnival donde el grupo apareció en los créditos.
El 19 de agosto lanzó el 59° sencillo "Oh my wish! / Sukatto My Heart / Ima Sugu Tobikomu Yuuki"; En "Oh my wish!" el grupo se divide en dos equipos, el Dance Team (integrado por Mizuki Fukumura, Erina Ikuta, Riho Sayashi y Ayumi Ishida), y el Singing Team (el resto de las miembros).
El 29 de octubre, Sayashi Riho anunció que se graduaría de Morning Musume '15 el 31 de diciembre al final de la primera parte del Hello! Project COUNTDOWN PARTY 2015 ~GOOD BYE & HELLO!~ en el Nakano Sun Plaza.
El 29 de diciembre, lanzaron su 60.º sencillo "Tsumetai Kaze to Kataomoi / ENDLESS SKY / One and Only". Este fue el último sencillo de Riho Sayashi. "One and Only" se usó como opening de J-MELO, y fue la primera canción completamente en inglés de Morning Musume. El sencillo alcanzó el primer puesto del Oricon. 
El 31 de diciembre Riho se gradúa al final de la primera parte del concierto Hello! Project COUNTDOWN PARTY 2015 ~GOOD BYE & HELLO!~ en el Nakano Sun Plaza, reduciendo a alineación de 13 a 12.

###### 2016
Morning Musume.' 15 cambia su nombre a Morning Musume.'16.
El 2 de enero durante el concierto Hello! Project 2016 WINTER ~DANCING! SINGING! EXCITING!~ se anuncian las audiciones para la 13.ª generación.
El 7 de febrero, Suzuki Kanon anunció que se graduaría de Morning Musume y Hello! Project al final del Morning Musume '16 Concert Tour Haru ~EMOTION IN MOTION~.
El 11 de mayo, Morning Musume '16 lanzó su 61.º sencillo "Utakata Saturday Night! / The Vision / Tokyo to Iu Katasumi". Este fue el último sencillo de Kanon Suzuki.
El 31 de mayo, Kanon se graduó en el Nippon Budokan. El mismo día, se anunció que no había ganadoras en la Morning Musume '16 Shinseiki Audition. Una segunda audición comenzó el 15 de junio.
Morning Musume '16 fue invitado al TV Tokyo Music Festival(3) el 29 de junio, al THE MUSIC DAY Natsu no Hajimari de NTV el 2 de julio, al Ongaki no Hi x CDTV Asamade Natsu Fes! 2016 de TBS TV el 16 de julio, y al 2016 FNS Uta no Natsu Matsuri de Fuji TV el 18 de julio junto a ℃-ute y ANGERME.
El 23 de noviembre el grupo lanza "Sexy Cat no Enzetsu / Mukidashi de Mukiatte / Sou ja nai." su 62° sencillo.
El 12 de diciembre, durante el último concierto del Morning Musume '16 Concert Tour Aki ~MY VISION~ en el Nippon Budokan, se anunciaron las ganadoras de la segunda Morning Musume '16 Shinseiki Audition, las cuales formarían parte de la 13.ª generación. Estas fueron Kaede Kaga y Reina Yokoyama de Hello Pro Kenshuusei.
Morning Musume '16 apareció en la segunda noche del 2016 FNS Kayousai de Fuji TV del 14 de diciembre, actuando en un medley junto a otros grupos idols (uno de ellos siendo ℃-ute).
El 31 de diciembre durante el concierto Hello! Project COUNTDOWN PARTY 2016 ~GOOD BYE & HELLO!~  en el Nakano Sun Plaza se revelan los colores oficiales de la 13.ª generación, el de Kaede rojo italiano y Reina amarillo oro, y también se anunció que después de la disolución de ℃-ute, Ayaka Wada sería la nueva líder de Hello! Project, mientras que Mizuki Fukumura será la nueva sub-líder (La primera en 8 años después de la graduación del Elder Club, ya que en ese entonces Kei Yasuda era la sub-líder).

###### 2017
Morning Musume.'16 cambia su nombre a Morning Musume.' 17
El grupo cambia su alineación de 11 a 13.
Durante la gira de invierno anual de Hello! Project, se anunció que Masaki Sato, miembro de la décima generación iba a pausar sus actividades en el grupo debido a una lesión en su espalda baja.
El 8 de marzo, el grupo lanza su 63° sencillo y sencillo debut de la decimotercera generación "BRAND NEW MORNING / Jealousy Jealousy". Cuando Masaki Sato se recuperó de su lesión, en "BRAND NEW MORNING" el grupo se divide en dos equipos, el dance team (integrado por Ayumi Ishida, Masaki Sato, Haruna Ogata y Maria Makino) y el sing team (el resto de miembros). Este cambio se vio por primera vez el show de apertura de la gira de primavera.
El 29 de abril, durante un show de la gira Morning Musume '17 Concert Tour Haru ~THE INSPIRATION!~ en el ROHM Theatre Kyoto, Haruka Kudo anuncia su graduación de Morning Musume y de Hello! Project en el último show de la gira de otoño del grupo, para seguir su carrera de idol pero ahora como actriz.
Días después del anuncio de graduación, Haruka mencionó que seguirá en UP-FRONT WORKS.
El 23 de junio, durante el show final de la gira de primavera, show que se llevó a cabo en el Nippon Budokkan, se reveló el nombre de la gira de otoño 2017 la cual se iba a llamar "Morning Musume Tanjou 20 Shuunen Kinen Concert Tour 2017 Aki ~We are MORNING MUSUME~"
En un episodio especial de "Hello! Project Station" se anunció que Chisaki Morito, miembro de Country Girls se unirá al grupo como integrante de la 14.ª generación, cambiando la alineación de 13 a 14. Días después se revela que el color oficial de Chisaki es el color blanco, siendo la primera vez que una integrante tanto del grupo como de Hello! Project, tiene este color.
El 14 de septiembre el grupo cumplió 20 años desde su formación en 1997. Un evento se llevó a cabo en honor al aniversario del grupo. 
El 4 de octubre, el grupo lanzó su sencillo número 64, el primero de Chisaki Morito como integrante del grupo, el regreso de Masaki Sato (en el sencillo anterior no pudo participar), y el último de Haruka Kudo, titulado "Jama Shinai de Here We Go!/ Dokyuu no Go Sign / ¡Wakain da Shi!".
Se revela una unit temporal conmemorativa del 20 aniversario del grupo llamada "Morning Musume. 20th", la cual está conformada por las primeras 5 integrantes del grupo y las 14 integrantes actuales. La formación de la unit marca el regreso de Asuka Fukuda a la música después de 18 años desde su graduación.
El 3 de noviembre se lanza el sencillo digital "Ai no Tane (20th Anniversary Ver.)", el cual es una adaptación del sencillo original. Curiosamente se lanzó el mismo día en el que el sencillo original fue lanzado.
Durante un concierto en Sapporo, se anunció que el grupo lanzará su 15° álbum de estudio, llamado "15 Thank you, too", el cual será el álbum debut de la 12.ª. 13.ª y 14.ª generaciones así como el último álbum para Haruka Kudo.
El 21 de noviembre, durante el primer show del Nippon Budokkan de la gira, las antiguas integrantes Nozomi Tsuji, Ai Takahashi, Sayumi Michishige y Reina Tanaka, aparecieron como invitadas sorpresa para ese show.
Ai, Sayumi y Reina, junto a las 14 integrantes cantaron temas exitosos como Shabondama y Resonant Blue. Sayumi y Mizuki cantaron Suki da na Kimi ga y finalmente Nozomi junto con Masaki y Haruka Robokiss. Esa misma noche se revela la canción conmemorativa del 20 aniversario del grupo.
El 30 de noviembre se lanza el sencillo digital "Gosenfu no Tasuki", la cual conmemora el 20 aniversario del grupo. Curiosamente ese mismo día, pero de 1997, es el día en el que se cumplió el reto de las 50 000 copias de Ai no Tane.
El 11 de diciembre, Haruka Kudo se gradúa de Morning Musume y Hello! Project en el Nippon Budokan.

###### 2018
Morning Musume.'17 cambia su nombre a Morning Musume.' 18
El 28 de enero, el grupo lanza su segundo sencillo digital titulado "Hana ga Saku Taiyou Abite".
El 28 de febrero, Morning Musume. 20th lanza su segundo y último sencillo digital "Morning Coffee (20th Anniversary Ver.)", el cual es una adaptación nueva de la canción original.
El 27 de marzo, se anunció que Haruna Ogata se graduaría de Morning Musume '18 y Hello! Project para asistir y enfocarse en la universidad. Se graduará al final de la Morning Musume Tanjou 20 Shuunen Kinen Concert Tour 2018 Haru ~We are MORNING MUSUME~  el 20 de junio en el Nippon Budokan.
El 5 de mayo, durante un concierto de la gira en Hokkaido, el grupo anuncia su siguiente sencillo titulado "Are you Happy' / A gonna" el cual será lanzado el 13 de junio. Este será el primer sencillo (físico) sin Haruka Kudo y el último para Haruna Ogata.
El 20 de junio, Haruna Ogata se gradúa de Morning Musume´18 y de Hello! Project en el Nippon Budokan.
El 17 de agosto a través de un comunicado oficial, se anunció que Haruna Iikubo se graduaría de Morning Musume'18 y Hello! Project el día 16 de diciembre en el Nippon Budokan al final del tour Morning Musume'18 Concert Tour Aki ~GET SET, GO!~ en el comunicado decía que Iikubo permanecerá en la industria del entretenimiento y expresó el deseo de iniciar actividades en solitario (radio, obras teatrales, actividades que giran en torno a manga y moda) después de su graduación.
El 14 de septiembre, anunciaron una colaboración con Caribadix , una serie corta de anime producida por Sanrio sobre un grupo de animales que forman una banda de rock. Morning Musume´18 se convertirían en personajes animados llamados ''Gaokkii'' que aparecen en cada uno de los colores de las 12 miembros con su motivo simbólico.
Se anuncia el nuevo sencillo titulado: "Furari Ginza / Jiyuu na Kuni Dakara/ Y Jiro no Tochuu" el cual será lanzado el 24 de octubre. Este será el primer sencillo sin Haruna Ogata y el último para Haruna Iikubo. Y Jiro no Tochuu es la canción de graduación de Haruna Iikubo.
El 16 de diciembre, Haruna Iikubo se gradúa de Morning Musume´18 y de Hello! Project en el Nippon Budokan.
Durante el Hello Project 20th Anniversary!! HELLO PROJECT COUNTDOWN PARTY 2018 ~GOOD BYE & HELLO!~ el 31 de diciembre, la miembro Ayumi Ishida fue ascendida a sub-líder del grupo.

###### 2019
Morning Musume.'18 cambia su nombre a Morning Musume.' 19.
Durante la apertura del concierto de Hello Project 20th Anniversary!! Hello Project 2019 WINTER el 2 de enero, se abre la audición Morning Musume´19 LOVE Audition en busca de miembros para la 15.ª generación. Ese mismo día se cumple el octavo aniversario de la 9.ª generación.
El 13 de febrero subieron a YouTube un tema de su nuevo álbum, la canción titulada I Surrender Ai Saredo Ai, que será lanzado el 20 de marzo, el video musical fue grabado durante el concierto final de la gira de otoño 2018 en el Nippon Budokan. 
El 13 de marzo, lanzan el álbum recopilatorio Best! Morning Musume 20th Anniversary.
Masaki Satō le dará voz al personaje Mei en la nueva temporada del anime corto 'Ahare! Meisaru-kun'. 
El 11 de junio, en la presentación de su sencillo n°67, se confirmó que el 22 de junio serían presentadas las nuevas miembros pertenecientes a la decimoquinta generación. 
El 12 de junio, el grupo lanza su sencillo N.º 67 "Seishun Night / Jinsei Blues". Este es el primer sencillo que no presenta a Haruna Iikubo como integrante del grupo desde "Kono Chikyuu no Heiwa wo Honki de Negatterun Da Yo!", lanzado en 2011, aunque hace un cameo en el vídeo musical de "Jinsei Blues".
El 14 de junio, Akane Haga de la 12.ª generación, cambia su color de durazno a naranja, color usado anteriormente por Haruka Kudō de la 10.ª generación.
El 19 de junio, Mizuki Fukumura se vuelve líder de Hello! Project tras la graduación de Ayaka Wada de Angerme.
El 22 de junio, se anunciaron las ganadoras de la audición de la decimoquinta generación, Rio Kitagawa, Homare Okamura, y Mei Yamazaki (aprendiz de Hello Pro Kenshuusei Hokaido) Las cuales empezaron sus actividades como miembros del grupo en la gira de verano de Hello! Project y la gira de otoño del grupo. 
El 26 de junio, Morning Musume '19 ha sido invitado a actuar en la TV Tokyo Ongakusai 2019. 
El 12 de julio, la miembro de la decimosegunda generación Maria Makino cambió su color de rosa claro a rosa, color usado por última vez por Sayumi Michishige, miembro de la sexta generación y predecesora del liderazgo de Fukumura en el grupo. 
El 10 de agosto, Morning Musume '19 tendrá su performance en el ROCK IN JAPAN FESTIVAL 2019. 
El 13 de octubre, Morning Musume'19 tendrá su performance en TV ASAHI en el DREAM FESTIVAL 2019.
El 5 de diciembre, durante el último concierto de la gira de otoño "KORORO&KARADA" en el Gimnasio Nacional Yoyogi, siendo la primera vez desde 2014 que un concierto final ha sido en otro lugar que no sea Nippon Budokan (en 2014 la gira de otoño terminó en el Yokohama Arena), se anuncia el sencillo número 68 del grupo, así como el primer sencillo de la 15.ª generación. Este concierto fue uno de los primeros conciertos de "Hello! Project" donde a los asistentes se les permitió tomar fotografías.
El 26 de diciembre, Chisaki Morito, miembro de la decimocuarta generación, se convierte en miembro de tiempo completo del grupo, ya que Country Girls, el grupo en el que debutó por primera vez, se disolverá el mismo día.

###### 2020
Morning Musume. '19 cambia su nombre a Morning Musume. '20.
El 22 de enero, lanzaron su sencillo número 68 llamado KOKORO&KARADA/ LOVEpedia/ Ningen Kankei no Way Way, sencillo debut de la decimoquinta generación y primer sencillo de Chisaki Morito como miembro de tiempo completo del grupo.
El 19 de febrero, aparecieron como invitados en el evento de la coreógrafa YOSHIKO-sensei Hello Pro Furitsuke 20shuunen Kinen team445 Dummy Fes. ~ "Kiiroi Osora de BOOM BOOM BOOM" kara 20nen ☆ Furitsuke Zen 494 Kyoku kara Episode Digest ~ en Zepp DiverCity en Tokio. 
El 5 de mayo, Morning Musume '20 actuaría en el rockin'on presenta "JAPAN JAM 2020" en el SKY STAGE,  pero el evento fue cancelado más tarde en consideración a una nueva política establecida por el gobierno para prevenir la propagación del coronavirus .
El 2 de septiembre de 2020, se confirmó oficialmente como una era de Morning Musume la era Mizu Fukumura, nombre propuesto por Akane Haga. Esta era define como el período de tiempo el liderazgo de Fukumura Mizuki. Como homónimo de la era, Mizuki Fukumura es conocida como la líder más duradera del grupo en general, y su sublíder Ikuta Erina es igualmente la sublíder con más años de servicio.
El 16 de diciembre, lanzaron su sencillo número 69, "Junjou Evidence / Gyuusaretai Dake na no ni".
2020 es el segundo año desde 2008 en el que no hay ningún cambio en su formación.
2020 es el primer año en el que no hay graduaciones desde hace más de 2 años. 

###### 2021
Morning Musume '20 cambia su nombre a Morning Musume '21.
El 2 de enero las integrantes de la novena generación, Mizuki Fukumura y Erina Ikuta cumplieron 10 años en el grupo siendo un hecho poco común con tan solo cuatro miembros en su historia, hasta dicha fecha, en superar ese récord (Ai Takahashi, Risa Niigaki, Sayumi Michishige y Reina Tanaka).
El 31 de marzo, lanzaron su decimosexto álbum de estudio, 16th ~That’s J-POP~, álbum debut de la 15.ª generación.
El 21 de junio, se lanzó un CM para auriculares inalámbricos AVIOT con Morning Musume '21 cantando la canción Ren'ai Revolution 21.
El 3 de julio, Morning Musume '21 actuó en 'The Music Day' (NTV).
El 24 de septiembre, Masaki Sato, integrante de la décima generación, anuncia su graduación tanto del grupo como de Hello! Project por motivos médicos. así como el 70° sencillo del grupo.
El 29 de septiembre cumplieron 10 años en el grupo las integrantes de la 10.ª generación, Ayumi Ishida y Masaki Satō. Junto a Ai Takahashi, Risa Niigaki, Sayumi Michishige, Reina Tanaka, Mizuki Fukumura y Erina Ikuta, son las integrantes, en dicha fecha, en cumplir 10 años en el grupo.
El 1 de diciembre abrieron su cuenta oficial de TikTok.
El 8 de diciembre, lanzaron el sencillo nº70, Teenage Solution / Yoshi Yoshi Shite Hoshii no / Beat no Wakusei, que será también el último sencillo de Masaki Sato.
Masaki Satō se graduó el 13 de diciembre de Morning Musume y de Hello Project en el concierto único, Morning Musume’21 Teenage Solution Sato Masaki Sotsugyo Special, siendo este su primer cambio de alineación en más de dos años y su primera graduación desde en tres años (desde Haruna Iikubo en 2018)

###### 2022
Morning Musume '21 cambia su nombre a Morning Musume '22.
El 2 de enero, se abre una audición, en conjunto con Juice=Juice, para buscar nuevas integrantes para ambos grupos llamada Hello! Project "Morning Musume '22" "Juice=Juice" Goudou Shin Member Audition. Ese mismo día, las integrantes de la novena generación, Mizuki Fukumura y Erina Ikuta cumplen 11 años en el grupo haciendo historia junto con Sayumi Michishige, integrante de la sexta generación y exlíder del grupo (predecesora de Fukumura), siendo las integrantes con más tiempo en el grupo.
El 28 de febrero se anunció la graduación de la única integrante de la decimocuarta generación, Chisaki Morito, el 20 de junio en el Nippon Budokan para estudiar inglés en el extranjero.
El 1 de mayo, Morning Musume’22 actuó en el JAPAN JAM 2022.
El 8 de junio lanzaron su sencillo n°71,  Chu Chu Chu Bokura no Mirai / Dai ・ Jinsei Never Been Better! , que será también el último sencillo de Chisaki Morito.
El 20 de junio, Chisaki Morito se gradúa de Hello! Project y Morning Musume '22 en el Nippon Budokan durante el concierto de un día "Morning Musume '22 CONCERT TOUR ~Never Been Better!~ Morito Chisaki Sotsugyou Special".
El 27 de junio, se anunció en Hello! Project Station que los nuevos miembros de Morning Musume '22 serían anunciados el 29 de junio.
El 29 de junio se reveló que Rio Sakurai, se integraría al grupo como la única integrante de la decimosexta generación.
El 3 de septiembre se anunció que Kaede Kaga se graduaría del grupo al final de la gira de conciertos de otoño.
El 14 de septiembre, Morning Musume '22 anunció su audición "25 Shuunen Kinen -Asu wo Tsukuru no wa Kimi", en busca de la decimoséptima generación, durante el evento de su 25.º aniversario. Ese mismo día cumplía 10 años en el grupo la única integrante de la 11.ª generación, Sakura Oda.
El 10 de noviembre tanto Mizuki Fukumura como Erina Ikuta se convirtieron en las integrantes con más años de servicio (casi 12 años) destronando a Sayumi Michishige
El 10 de diciembre se graduó Kaede Kaga de Morning Musume’22 y Hello! Project en el Nippon Budokan
El 21 de diciembre lanzaron su 72.º sencillo, “ Swing Swing Paradise / Happy birthday to Me!, que fue el último sencillo de Kaede Kaga y el primero de Rio Sakurai.
El 26 de diciembre, Mizuki Fukumura, líder del grupo, anuncia su graduación tanto de Morning Musume como Hello! Project al final de la gira de otoño 2023.

###### 2023
Morning Musume '22 cambia su nombre a Morning Musume '23.
El 23 de marzo, se anunció que Morning Musume (y otros grupos de Hello! Project) se presentarían en el " Sayonara Nakano Sun Plaza Music Festival " el 11 de junio. Se llevará a cabo en el Nakano Sunplaza, que cerrará en julio de este año como culminación de sus 50 años de historia. 
El 31 de marzo, Morning Musume aparece en Space Shower TV en colaboración con Station ID y Tsuribu Tokyo (cineastas), quienes los ayudan a celebrar su aniversario. Con el título "Corriendo por el futuro", Tsuribu Tokyo, quién produjo y dirigió el video, quiso expresar la figura que atraviesa con fuerza las corrientes de la época. 
El 30 de abril, Morning Musume´23 se presentó en Japan Jam 2023 en Chiba Soga Sports Park. 
El 17 de mayo, se anunció que Morning Musume'23 actuaría en Rockin'on presents Rock in Japan FES 2023. 
El 23 de mayo, se anunció que las ganadoras de la audición "Morning Musume 25 Shuunen Kinen Shin Member Audition -Asu wo Tsukuru no wa Kimi-", Haruka Inoue y Ako Yumigeta , se han unido al grupo como la 17.ª generación. 
El 26 de junio en el último concierto de su gira de primavera Morning Musume '23 25th ANNIVERSARY CONCERT TOUR ~glad quarter-century~ at Nippon Budokan, se interpretaron un total de 45 canciones (incluidos los medley), siendo la mayor cantidad de canciones interpretadas por el grupo en un concierto. Ese mismo día se anunciaron los colores oficiales de las nuevas miembros de la 17.ª generación, Haruka Inoue el Verde Menta y Ako Yumigeta el Rojo Puro. 
El 30 de agosto lanzaron su noveno álbum recopilatorio, Morning Musume Best Selection ~The 25 Shuunen~ , último álbum de Mizuki Fukumura y álbum debut de la 17.ª generación. 
Durante los conciertos del 30 de septiembre de la gira de otoño "Neverending Shine Show" en Tokio, se revelaron las fechas de los dos conciertos finales de la gira, siendo estas el 28 y 29 de noviembre, esta última siendo el concierto de graduación de Fukumura, y que ambos se llevarían a cabo en el Yokohama Arena, recinto en el que el grupo realizó el concierto de graduación de la predecesora de Fukumura en el ligerazgo del grupo, Sayumi Michishige, en 2014. 
El 25 de octubre, lanzaron su sencillo número 73, Suggoi FEVER! / Wake-up Call ~Mezameru Toki~ / Neverending Shine, último sencillo de Mizuki Fukumura y sencillo debut de la 17.ª generación. Neverending Shine es una canción en solitario y canción de graduación de Mizuki Fukumura. 
El 28 de noviembre, en el primer show de la gira de otoño en el Yokohama Arena, "Neverending Shine Show ~ SPECIAL", las exintegrantes Natsumi Abe (primera generación), Kei Yasuda y Mari Yaguchi (segunda generación), Rika Ishikawa y Nozomi Tsuji (cuarta generación), Ai Takahashi (quinta generación), Sayumi Michishige y Reina Tanaka (6.ª generación), Masaki Sato (10.ª generación) y Chisaki Morito (14.ª generación) hicieron una aparición sorpresa cantando junto a las actuales integrantes del grupo. 
El 29 de noviembre, Mizuki Fukumura se graduó tanto del grupo como de Hello! Project en el Yokohama Arena en el show final de la gira de otoño " "Neverending Shine Show ~Sanctuary~" Fukumura Mizuki Sotsugyou Special ". El liderazgo del grupo y de Hello! Project es cedido a la última integrante de la novena generación, Erina Ikuta, convirtiéndose en la décima líder del grupo y la séptima líder del conglomerado. Sakura Oda de la undécima generación es anunciada como la nueva sublíder del grupo, junto a Ayumi Ishida.  
Con la graduación de Mizuki se marca el final de la Fukumura Mizu Era. 
El 30 de noviembre, Erina Ikuta se convierte en la integrante con más tiempo en el grupo.

#### 2024
Morning Musume '23 cambia su nombre a Morning Musume '24.
El 3 de mayo, Morning Musume '24 se presentó en JAPAN JAM 2024 en Chiba Soga Sports Park. 
El 26 de mayo se anunció que la integrante de la 10ª generación y sub-líder, Ayumi Ishida, se graduaría del grupo y de Hello! Project en el concierto final de su gira de otoño del mismo año. 
El 27 de mayo, durante el concierto final de la gira de primavera "MOTTO MORNING MUSUME" llevado a cabo en el Nippon Budokan, se anunció el lanzamiento del 74° sencillo del grupo y su fecha de lanzamiento. 
El 2 de junio, realizaron un mini-en vivo en Es Con Field HOKKAIDO, antes de un partido de béisbol entre Hokkaido Nippon-Ham Fighters y Yokohama DeNA BayStars. Maria Makino, conocida por ser fanática de los Fighters, realizó el primer lanzamiento.
El 26 de junio, el grupo se presentó en el TV Tokyo Music Festival 2024 Natsu ~Yabai Showa no Cho Meikyoku vs Reiwa Hit Kyoku 100 Renpatsu~. 
El grupo se presentó en The MusiQuest 2024 el 21 de julio en el Pia Arena MM.
El 28 de julio, actuaron en el Hawks Festival SUMMER BOOST 2024 en el Mizuho PayPay Dome, luego de un partido de béisbol entre los Fukuoka SoftBank Hawks y los Orix Buffaloes. Días después se anunció que Erina Ikuta hará el primer lanzamiento. El mini en vivo constó de 4 canciones, "LOVE Machine (updated)", "SaiKIYOU", "Ren'ai Revolution '21 (updated)" y "The Peace!"
El 14 de agosto, el grupo lanzó "Nandaka Sentimental na Toki no Uta / SaiKIYOU". Ese es el primer sencillo en no incluir a Mizuki Fukumura, desde 2010, el primero con Erina Ikuta como líder, Sakura Oda como sub-líder, y el último de Ayumi Ishida.
Durante el evento de lanzamiento del sencillo, se anunció un nuevo álbum para el 27 de noviembre del mismo año, dicho álbum sería el tema principal para su gira de otoño Morning Musume’24 Concert Tour Aki WE CAN DANCE! y el último en incluir a Ayumi Ishida en el grupo.
El 14 de septiembre, en el show de apertura de la gira de otoño en Tokio, se reveló que el nombre del siguiente álbum es "Professionals-17th", siendo el 17avo álbum de estudio desde "16th ~That's J-POP~", lanzado en 2021.
El 22 de septiembre, el grupo se presentó en el ROCK IN JAPAN FESTIVAL 2024 en el HITACHINAKA GRASS STAGE.
El 29 de septiembre, durante uno de los conciertos de la gira en Osaka, se anunció que la fecha final, siendo este el concierto de graduación de Ayumi, "WE CAN DANCE!〜Blå Eld〜Ishida Ayumi FINAL", se llevará a cabo en el Yokohama Arena el 6 de diciembre.
El 26 de octubre se publicó el video de la canción "Yuukan na Dance", perteneciente a Professionals-17th, canción que tiene de miembro principal a Ayumi Ishida. Ako Yugimeta no pudo participar en el video debido a no encontrarse en buen estado de salud.
El 27 de noviembre, el álbum "Professionals-17th" fue lanzado.
El 6 de diciembre se graduó Ayumi Ishida en el Yokohama Arena, tanto del grupo como de Hello! Project después de 13 años, siendo la última integrante de la décima generación en graduarse. 

#### 2025
Morning Musume '24 cambia su nombre a Morning Musume '25.
El 2 de enero se anunció que Erina Ikuta, líder, miembro de la 9ª generación, y con más años de servicio en la historia del grupo, se graduaría después de 14 años en el último concierto del tour de primavera.
A través de su cuenta de Instagram, Erina Ikuta anunció que su concierto de graduación, "Mighty Magic DX ~Ikuta Erina wo Miokutte~", se llevará a cabo el 8 de julio en el Nippon Budokkan. El nombre del concierto es en referencia a la gira de conciertos con la que hizo su debut en Morning Musume en 2011.
El 17 de abril, se anunció en la página web oficial de Hello! Project que Rio Kitagawa había sido suspendida de todas sus actividades por tiempo indefinido debido a infracciones de las normas. Se descubrió que había usado una cuenta privada de redes sociales para hablar de su trabajo y su vida diaria con sus amigos de la universidad, donde se quejaba en privado de otras integrantes de Morning Musume. Expresó su arrepentimiento y decidió retirarse voluntariamente para reflexionar. Por lo tanto, estará ausente de las futuras presentaciones de la gira de conciertos Haru ~Mighty Magic~ de Morning Musume '25 hasta nuevo aviso. 
| Declaración de Rio Kitagawa |
| --- |
| Gracias como siempre por su cálido apoyo. Respecto al reciente problema que ha causado preocupación, me disculpo profundamente por mis acciones inmaduras que preocuparon y molestaron a muchos fanáticos. Me he disculpado personalmente con cada uno de los miembros que se sintieron heridos por este incidente. El contenido que circula actualmente proviene de un intercambio privado en redes sociales entre mí y una amiga cercana de mis días de universidad, donde solíamos compartir actualizaciones de la vida diaria y mensajes relacionados con el trabajo. Durante estos intercambios, exageré ciertas cosas y, sin entender el significado completo, terminé usando un lenguaje inapropiado. Ahora me doy cuenta de que mis acciones fueron extremadamente descuidadas. Para tomarme un tiempo de reflexión y autocorrección, suspenderé mis actividades por un tiempo. A todos los fanáticos, partes relacionadas y compañeros, me gustaría expresar una vez más mis más sinceras disculpas. Por favor, sigan apoyando a Morning Musume。'25. Rio Kitagawa |

El 1 de julio, a través de una publicación de UP-FRONT LINK, se anunció la graduación de Sakura Oda, la única integrante de la 11va generación, para el año 2026, manteniendo su cargo de sub-líder junto a la nueva sub-líder, Maria Makino, tras la graduación de Erina Ikuta y esta última pasando el puesto de líder a Miki Nonaka, ambas de la 12va generación.
El 2 de julio lanzaron su sencillo número 75, Akaruku ii Ko / Ki ni Naru Sono Ki no Uta, siendo el último sencillo del grupo con Erina como integrante, Rio Kitagawa no participa en el sencillo por estar en hiatus.
El 8 de julio, Ikuta Erina se graduó en el Nippon Budokan en su concierto; Morning Musume '25 Concert Tour Haru Mighty Magic DX ~Ikuta Erina wo Miokutte~ . 
El 9 de julio, las integrantes, Miki Nonaka se proclamó la 11va líder de Morning Musume y Maria Makino es ascendida a sublíder.  
El 10 de julio se anunció la graduación de la integrante de la 12ª generación, Akane Haga y la integrante de la 13ª generación, Reina Yokoyama para finales de 2025.  
El 15 de septiembre actuarán en ROCK IN JAPAN 2025 en el Chiba Soga Sports Park. 
El 29 de septiembre, realizarán su primer concierto en el extranjero en 6 años en ZEPP NEW TAIPEI en Taiwán.

## Morning Musume en el extranjero
El 5 de mayo de 2010 se anunció que Morning Musume asistiría a la Japan Expo de Francia en París. Fue la primera vez en la que el grupo se presentó ante público europeo. El evento fue organizado por Soundlicious y tuvo lugar el viernes 2 de junio de 2010 a las 19:30h. Las entradas para el evento costaron 27 euros aproximadamente la mitad que un concierto normal del grupo en Japón.
El 5 de mayo de 2014, durante la gira de conciertos, Sayumi Michishige anunció que el grupo haría una presentación especial en Estados Unidos. El 5 de octubre de 2014 Morning Musume '14 llevó al cabo el concierto en vivo en el Best Buy Theatre en Nueva York. El DVD llamado "Morning Musume '14 Live Concert in New York" fue publicado el 23 de enero de 2015.
El 27 de febrero de 2016 Morning Musume '16 hizo una presentación especial en la convención de anime Anime Matsuri en Houston (Texas), en donde eran las invitadas principales, el concierto se presentó en el George R. Brown Convention Center, Aika Mitsui, exintegrante de la 8va generación acompañó al grupo durante el concierto. El DVD fue publicado en julio del mismo año dirigido a los clubs de fanes y posteriormente fue publicado para su venta general el 10 de agosto. El DVD incluye el documental extra llamado "Documentary of Morning Musume '16 in Houston" con imágenes del grupo respondiendo preguntas, en la sesión de autógrafos, durante los ensayos o visitando atracciones locales.
El 5 de octubre de 2016, el grupo asistió a una reunión de fans en Seúl, Corea del Sur. Luego, el 6 de octubre, actuaron en el MU:CON LIVE AMN Big Concert en el DMC Festival 2016, que tuvo lugar en Sangam Culture Plaza.
Tras un anuncio especial en el canal del grupo de YouTube el 16 de octubre de 2016 se presentó en Taipéi en el ATT SHOW BOX, dos meses antes, el 16 de agosto, Mizuki Fukumura, Haruka Kudo y Haruna Ogata visitaron Taipéi para un evento de prensa fuera del Teatro Red House para promocionar el concierto. Posteriormente, también a través de YouTube, se anunció una presentación en Hong Kong que finalmente tuvo lugar el 25 de junio de 2017 en el KITEC Star Hall.
Durante un concierto de la gira de primavera 2018 se anunció el primer concierto del grupo en México que tuvo lugar el 10 de noviembre en El Plaza Condesa. El 23 de julio se anunció que Morning Musume´18 iría a Nueva York para el ''Anisong World Matsuri''.
El 9 de junio de 2019 se anunció que el grupo asistiría a Taipéi para un fanmeeting.
A mediados de junio de 2020, el grupo estaba programado para realizar una gira de viajes al extranjero en Vladivostok, Rusia, como parte del Intercambio Cultural Regional Japón-Rusia 2020-2021. El 21 de abril se anunció que todos los conciertos y eventos de junio fueron cancelados debido a la pandemia de COVID-19.
En 2024, través de un video por Año Nuevo, Miki Nonaka expresó sus deseos de que el grupo pudiese presentarse en el extranjero ese año.
En 2025, se anunció que el grupo tendrá un concierto en Taipei, Taiwan el 29 de septiembre del año en curso en el recinto Zepp New Taipei

## Integrantes

### Actuales
| Generación | Nombre                       | Año de Nacimiento                 | Fecha de Integración                                   | Notas                                       |
| ---------- | ---------------------------- | --------------------------------- | ------------------------------------------------------ | ------------------------------------------- |
| 11.ª.      | Sakura Oda (小田さくら?)     | 12 de marzo de 1999 (26 años)     | 14 de septiembre de 2012 (12 años, 10 meses y 18 días) | Sub-líder (2023-2026) Se gradúa en 2026     |
| 12.ª       | Miki Nonaka (野中美希?)      | 07 de octubre de 1999 (25 años)   | 30 de septiembre de 2014 (10 años, 10 meses y 2 días)  | Líder (2025-                                |
| 12.ª       | Maria Makino (牧野真莉愛?)   | 02 de febrero de 2001 (24 años)   | 30 de septiembre de 2014 (10 años, 10 meses y 2 días)  | Sub-líder (2025-                            |
| 12.ª       | Akane Haga (羽賀朱音?)       | 07 de marzo de 2002 (23 años)     | 30 de septiembre de 2014 (10 años, 10 meses y 2 días)  | Se gradúa a finales de 2025.                |
| 13.ª       | Reina Yokoyama (横山玲奈?)   | 22 de febrero de 2001 (24 años)   | 12 de diciembre de 2016 (8 años, 7 meses y 21 días)    | Se gradúa a finales de 2025.                |
| 15.ª       | Rio Kitagawa (北川莉央?)     | 16 de marzo de 2004 (21 años)     | 22 de junio de 2019 (6 años, 1 mes y 10 días)          | en hiatus, retoma actividades en septiembre |
| 15.ª       | Homare Okamura (岡村ほまれ?) | 09 de mayo de 2005 (20 años)      | 22 de junio de 2019 (6 años, 1 mes y 10 días)          |                                             |
| 15.ª       | Mei Yamazaki (山﨑愛生?)     | 28 de junio de 2005 (20 años)     | 22 de junio de 2019 (6 años, 1 mes y 10 días)          |                                             |
| 16.ª       | Rio Sakurai (櫻井梨央?)      | 11 de noviembre de 2005 (19 años) | 29 de junio de 2022 (3 años, 1 mes y 3 días)           |                                             |
| 17.ª       | Haruka Inoue (井上春華?)     | 06 de mayo de 2006 (19 años)      | 23 de mayo de 2023 (2 años, 2 meses y 10 días)         |                                             |
| 17.ª       | Ako Yumigeta (弓桁朱琴?)     | 08 de julio de 2008 (17 años)     | 23 de mayo de 2023 (2 años, 2 meses y 10 días)         |                                             |

### Graduadas

#### Primera generación (7 de septiembre de 1997)
- Yuko Nakazawa (中澤 裕子, graduada el 15 de abril de 2001, exlíder)
- Aya Ishiguro (石黒 彩, graduada el 7 de enero de 2000)
- Kaori Iida (飯田 圭織, graduada el 30 de enero de 2005, exlíder)
- Natsumi Abe (安倍 なつみ, graduada el 25 de enero de 2004)
- Asuka Fukuda (福田 明日香, graduada el 18 de abril de 1999)

#### Segunda generación (3 de mayo de 1998)
- Kei Yasuda (保田 圭, graduada el 5 de mayo de 2003)
- Mari Yaguchi (矢口 真里, despedida el 14 de abril de 2005, exlíder)
- Sayaka Ichii (市井 紗耶香, graduada el 21 de mayo de 2000)

#### Tercera generación (22 de agosto de 1999)
- Maki Gotō (後藤 真希, graduada el 23 de septiembre de 2002)

#### Cuarta generación (16 de abril del 2000)
- Rika Ishikawa (石川 梨華), graduada el 7 de mayo de 2005)
- Hitomi Yoshizawa (吉澤 ひとみ), graduada el 6 de mayo de 2007, exlíder)
- Nozomi Tsuji (辻 希美), graduada el 1 de agosto de 2004)
- Ai Kago (加護 亜依), graduada el 1 de agosto de 2004)

#### Quinta generación (26 de agosto del 2001)
- Ai Takahashi (高橋 愛, graduada el 30 de septiembre de 2011, exlíder)
- Asami Konno (紺野 あさ美, graduada el 23 de julio de 2006)
- Makoto Ogawa (小川 麻琴, graduada el 23 de julio de 2006)
- Risa Niigaki (新垣 里沙, graduada el 18 de mayo de 2012, exlíder)

#### Sexta generación (19 de enero de 2003)
- Miki Fujimoto (藤本 美貴, retirada el 1 de junio de 2007, exlíder)
- Eri Kamei (亀井 絵里, graduada el 15 de diciembre de 2010)
- Sayumi Michishige (道重 さゆみ, graduada el 26 de noviembre de 2014, exlíder)
- Reina Tanaka (田中 れいな, graduada el 21 de mayo de 2013)

#### Séptima generación (1 de mayo de 2005)
- Koharu Kusumi (久住 小春, graduada el 6 de diciembre de 2009)

#### Octava generación (10 de diciembre del 2006- 15 de marzo del 2007)
- Aika Mitsui (光井 愛佳, graduada el 18 de mayo de 2012)
- Junjun (ジュンジュン, graduada el 15 de diciembre de 2010)
- Linlin (リンリン, graduada el 15 de diciembre de 2010)

#### Novena generación (2 de enero del 2011)
- Mizuki Fukumura (譜久村聖, graduada el 29 de noviembre de 2023, exlíder)
- Erina Ikuta (生田衣梨奈, graduada el 8 de julio de 2025, exlíder)
- Riho Sayashi (鞘師 里保, graduada el 31 de diciembre de 2015)
- Kanon Suzuki (鈴木 香音, graduada el 31 de mayo de 2016)

#### Décima generación (29 de septiembre del 2011)
- Haruna Iikubo (飯窪 春菜, graduada el 16 de diciembre de 2018)
- Ayumi Ishida (石田 亜佑美, graduada el 6 de diciembre de 2024)
- Masaki Satō (佐藤 優樹, graduada el 13 de diciembre de 2021)
- Haruka Kudō (工藤遥, graduada el 11 de diciembre de 2017)

#### Duodécima generación (30 de septiembre de 2014)
- Haruna Ogata (尾形 春水, graduada el 20 de junio de 2018)

#### Decimotercera generación (12 de diciembre de 2016)
- Kaede Kaga (加賀楓, graduada el 10 de diciembre de 2022)

#### Decimocuarta generación (26 de junio de 2017)
- Chisaki Morito (森戸知沙希, graduada el 20 de junio de 2022)

## Discografía

### Álbumes de estudio
| Año  | Álbum                                                      | Posición                    | Posición                    | Posición | Ventas (Japón) | Certificación |
| Año  | Álbum                                                      | JP                          | JP                          | TW       | Ventas (Japón) | Certificación |
| Año  | Álbum                                                      | Oricon Weekly Álbumes Chart | Billboard Japan Top Álbumes | TW       | Ventas (Japón) | Certificación |
| ---- | ---------------------------------------------------------- | --------------------------- | --------------------------- | -------- | -------------- | ------------- |
| 1998 | First Time - Lanzado: 8 de julio de 1998                   | 4                           |                             |          | 310,000        | Gold          |
| 1999 | Second Morning - Lanzado: 28 de julio de 1999              | 3                           |                             | 426,620  | Platinum       |               |
| 2000 | 3rd: Love Paradise - Lanzado: 29 de marzo de 2000          | 2                           |                             | 863,300  | Million        |               |
| 2002 | 4th Ikimasshoi! - Lanzado: 27 de marzo de 2002             | 1                           |                             | 515,440  | Platinum       |               |
| 2003 | No. 5 - Lanzado: 26 de marzo de 2003                       | 1                           |                             | 175,292  | Platinum       |               |
| 2004 | Ai no Dai 6 Kan - Lanzado: 8 de diciembre de 2004          | 7                           |                             | 73,333   |                |               |
| 2006 | Rainbow 7 - Lanzado: Febrero15, 2006                       | 7                           |                             | 44,714   |                |               |
| 2007 | Sexy 8 Beat - Lanzado: 21 de marzo de 2007                 | 7                           |                             | 31,819   |                |               |
| 2009 | Platinum 9 Disc - Lanzado: 18 de marzo de 2009             | 13                          | 13                          | 4        | 19,143         |               |
| 2010 | 10 My Me - Lanzado: 17 de marzo de 2010                    | 9                           | 15                          | 5        | 16,133         |               |
| 2010 | Fantasy! Jūichi - Lanzado: 1 de diciembre de 2010          | 16                          | 15                          |          | 13,062         |               |
| 2011 | 12, Smart - Lanzado: 12 de septiembre de 2011              | 8                           | 8                           |          | 13,889         |               |
| 2012 | 13 Colourful Character - Lanzado: 12 de septiembre de 2012 | 6                           | 5                           |          | 18,760         |               |
| 2014 | 14 Shō: The Message - Lanzado: 29 de octubre de 2014       | 7                           | 5                           |          | 30,783         |               |
| 2017 | 15 Thank You, Too - Lanzado: 6 de diciembre de 2017        | 4                           | 5                           |          | 37,800         |               |
| 2021 | 16th ~That's J-POP~ - Lanzado: 31 de marzo de 2021         | 2                           | 2                           |          | 40,651         |               |
| 2024 | Professionals-17th - Lanzado: 27 de noviembre de 2024      |                             |                             |          |                |               |

### Compilaciones
- Best! Morning Musume 1
- Best! Morning Musume 2
- Early Single Box
- Morning Musume All Singles Complete: 10th Anniversary
- Morning Musume Zen Singles Coupling Collection
- The Best! ~Updated Morning Musume~
- Morning Musume '14 Coupling Collection 2
- One・Two・Three to Zero
- Best! Morning Musume 20th Anniversary
- Morning Musume Best Selection ~The 25 Shuunen~

### Miniálbumes
- Fuyu Fuyu Morning Musume. Mini!
- COVER YOU
- Hatachi no Morning Musume

### Sencillos
| N.º | Año  | Sencillo                                                                                | Posición | Posición        | Ventas (Oricon) | Ventas (Oricon) | Certificación                                         | Álbum                                            |
| N.º | Año  | Sencillo                                                                                | JP       | JP              | Primera semana  | Total**         | Certificación                                         | Álbum                                            |
| N.º | Año  | Sencillo                                                                                | Oricon   | Billboard Japan | Primera semana  | Total**         | Certificación                                         | Álbum                                            |
| --- | ---- | --------------------------------------------------------------------------------------- | -------- | --------------- | --------------- | --------------- | ----------------------------------------------------- | ------------------------------------------------ |
| —   | 1997 | "Ai no Tane"                                                                            | —        |                 |                 | 50,000          |                                                       | First Time                                       |
| 1   | 1998 | "Morning Coffee"                                                                        | 6        | 95,060          | 200,790         | Gold            |                                                       | First Time                                       |
| 2   | 1998 | "Summer Night Town"                                                                     | 4        | 86,670          | 417,330         | Platinum        |                                                       | First Time                                       |
| 3   | 1998 | "Daite Hold on Me!"                                                                     | 1        | 183,500         | 497,120         | Platinum        | Second Morning                                        |                                                  |
| 4   | 1999 | "Memory Seishun no Hikari"                                                              | 2        | 195,720         | 410,850         | Platinum        | Second Morning                                        |                                                  |
| 5   | 1999 | "Manatsu no Kōsen"                                                                      | 3        | 122,610         | 235,010         | Gold            | Second Morning                                        |                                                  |
| 6   | 1999 | "Furusato"                                                                              | 5        | 102,750         | 170,670         | Gold            | Second Morning                                        |                                                  |
| 7   | 1999 | "Love Machine"                                                                          | 1        | 241,540         | 1,646,630       | 3x Platinum     | 3rd: Love Paradise                                    |                                                  |
| 8   | 2000 | "Koi no Dance Site"                                                                     | 2        | 600,860         | 1,229,970       | 3x Platinum     | 3rd: Love Paradise                                    |                                                  |
| 9   | 2000 | "Happy Summer Wedding"                                                                  | 1        | 471,270         | 990,950         | Million         | Best! Morning Musume 1                                |                                                  |
| 10  | 2000 | "I Wish"                                                                                | 1        | 407,350         | 654,640         | Platinum        | Best! Morning Musume 1                                |                                                  |
| 11  | 2000 | "Ren'ai Revolution 21"                                                                  | 2        | 515,490         | 986,040         | 2x Platinum     | 4th Ikimasshoi!                                       |                                                  |
| 12  | 2001 | "The Peace!"                                                                            | 1        | 310,810         | 682,320         | Platinum        | 4th Ikimasshoi!                                       |                                                  |
| 13  | 2001 | "Mr. Moonlight (Ai no Big Band)"                                                        | 1        | 308,940         | 513,340         | Platinum        | 4th Ikimasshoi!                                       |                                                  |
| 14  | 2002 | "Sōda! We're Alive"                                                                     | 1        | 272,950         | 443,630         | Platinum        | 4th Ikimasshoi!                                       |                                                  |
| 15  | 2002 | "Do It! Now"                                                                            | 3        | 180,490         | 312,523         | Gold            | No. 5                                                 |                                                  |
| 16  | 2002 | "Koko ni Iruzee!"                                                                       | 1        | 139,070         | 228,542         | Gold            | No. 5                                                 |                                                  |
| 17  | 2003 | "Morning Musume no Hyokkori Hyōtanjima"                                                 | 4        | 72,594          | 151,342         | Gold            | Best! Morning Musume 2                                |                                                  |
| 18  | 2003 | "As for One Day"                                                                        | 1        | 84,251          | 129,893         | Gold            | Best! Morning Musume 2                                |                                                  |
| 19  | 2003 | "Shabondama"                                                                            | 2        | 98,028          | 151,104         | Gold            | Best! Morning Musume 2                                |                                                  |
| 20  | 2003 | "Go Girl (Koi no Victory)"                                                              | 4        | 73,884          | 145,340         | Gold            | Best! Morning Musume 2                                |                                                  |
| 21  | 2004 | "Ai Araba It's All Right"                                                               | 2        | 78,142          | 108,368         | Gold            | Best! Morning Musume 2                                |                                                  |
| 22  | 2004 | "Roman (My Dear Boy)"                                                                   | 4        | 67,144          | 87,255          | Gold            | Ai no Dai 6 Kan                                       |                                                  |
| 23  | 2004 | "Joshi Kashimashi Monogatari"                                                           | 3        | 58,435          | 91,789          | Gold            | Ai no Dai 6 Kan                                       |                                                  |
| 24  | 2004 | "Namida ga Tomaranai Hōkago"                                                            | 4        | 50,967          | 65,873          | —               | Ai no Dai 6 Kan                                       |                                                  |
| 25  | 2005 | "The Manpower!!!"                                                                       | 4        | 51,421          | 67,860          | —               | Rainbow 7                                             |                                                  |
| 26  | 2005 | "Osaka Koi no Uta"                                                                      | 2        | 46,945          | 59,287          | —               | Rainbow 7                                             |                                                  |
| 27  | 2005 | "Iroppoi Jirettai"                                                                      | 4        | 68,009          | 82,200          | —               | Rainbow 7                                             |                                                  |
| 28  | 2005 | "Chokkan 2 (Nogashita Sakana wa Ōkiizo!)"                                               | 4        | 43,535          | 54,428          | —               | Rainbow 7                                             |                                                  |
| 29  | 2006 | "Sexy Boy (Soyokaze ni Yorisotte)"                                                      | 4        | 36,531          | 48,667          | —               | Sexy 8 Beat                                           |                                                  |
| 30  | 2006 | "Ambitious! Yashinteki de Ii Jan"                                                       | 4        | 37,065          | 47,159          | —               | Sexy 8 Beat                                           |                                                  |
| 31  | 2006 | "Aruiteru"                                                                              | 1        | 40,967          | 55,694          | —               | 7.5 Fuyu Fuyu Morning Musume Mini!                    |                                                  |
| 32  | 2007 | "Egao Yes Nude"                                                                         | 4        | 40,884          | 53,047          | —               | Sexy 8 Beat                                           |                                                  |
| 33  | 2007 | "Kanashimi Twilight"                                                                    | 2        | 53,551          | 61,322          | —               | Morning Musume All Singles Complete: 10th Anniversary |                                                  |
| 34  | 2007 | "Onna ni Sachi Are"                                                                     | 2        | 43,364          | 50,812          | —               | Morning Musume All Singles Complete: 10th Anniversary |                                                  |
| 35  | 2007 | "Mikan"                                                                                 | 6        | 28,082          | 38,667          | —               | Platinum 9 Disc                                       |                                                  |
| 36  | 2008 | "Resonant Blue"                                                                         | 3        | 8               | 48,086          | 55,949          | Platinum 9 Disc                                       | —                                                |
| 37  | 2008 | "Pepper Keibu"                                                                          | 3        | 8               | 38,596          | 46,067          | —                                                     | Cover You                                        |
| 38  | 2009 | "Naichau Kamo"                                                                          | 3        | 8               | 44,121          | 50,313          | —                                                     | Platinum 9 Disc                                  |
| 39  | 2009 | "Shouganai Yume Oibito"                                                                 | 1        | 9               | 47,528          | 53,950          | —                                                     | 10 My Me                                         |
| 40  | 2009 | "Nanchatte Ren'ai"                                                                      | 2        | 4               | 54,973          | 70,299          | —                                                     | 10 My Me                                         |
| 41  | 2009 | "Kimagure Princess"                                                                     | 4        | 14              | 36,274          | 45,241          | —                                                     | 10 My Me                                         |
| 42  | 2010 | "Onna ga Medatte Naze Ikenai"                                                           | 5        | 16              | 36,169          | 44,035          | —                                                     | 10 My Me                                         |
| 43  | 2010 | "Seishun Collection"                                                                    | 3        | 13              | 34,122          | 40,865          | —                                                     | Fantasy! Jūichi                                  |
| 44  | 2010 | "Onna to Otoko no Lullaby Game"                                                         | 6        | 11              | 42,405          | 48,357          | —                                                     | Fantasy! Jūichi                                  |
| 45  | 2011 | "Maji Desu ka Ska!"                                                                     | 5        | 7               | 33,698          | 41,029          | —                                                     | 12, Smart                                        |
| 46  | 2011 | "Only You"                                                                              | 4        | 12              | 32,869          | 40,778          | —                                                     | 12, Smart                                        |
| 47  | 2011 | "Kono Chikyū no Heiwa o Honki de Negatterun Da yo! / Kare to Issho ni Omise ga Shitai!" | 2        | 3               | 49,576          | 55,643          | —                                                     | 12, Smart                                        |
| 48  | 2012 | "Pyocopyoco Ultra"                                                                      | 3        | 6               | 31,094          | 34,050          | —                                                     | 13 Colorful Character                            |
| 49  | 2012 | "Ren'ai Hunter"                                                                         | 3        | 3               | 41,036          | 49,232          | —                                                     | 13 Colorful Character                            |
| 50  | 2012 | "One Two Three / The Matenrō Show"                                                      | 3        | 3               | 100,598         | 110,475         | Gold                                                  | 13 Colorful Character                            |
| 51  | 2012 | "Wakuteka Take a Chance"                                                                | 3        | 3               | 81,682          | 88,977          | Gold                                                  | The Best! ~Updated Morning Musume~               |
| 52  | 2013 | "Help Me!!"                                                                             | 1        | 2               | 93,286          | 103,936         | Gold                                                  | The Best! ~Updated Morning Musume~               |
| 53  | 2013 | "Brainstorming / Kimi Sae Ireba Nani mo Iranai"                                         | 1        | 2               | 94,037          | 106,680         | Gold                                                  | The Best! ~Updated Morning Musume~               |
| 54  | 2013 | "Wagamama Ki no Mama Ai no Joke / Ai no Gundan"                                         | 1        | 2               | 144,061         | 158,915         | Gold                                                  | The Best! ~Updated Morning Musume~               |
| 55  | 2014 | "Egao no Kimi wa Taiyō sa / Kimi no Kawari wa Iyashinai / What is Love?"                | 1        | 4               | 149,361         | 160,798         | Gold                                                  | 14 Shō: The Message                              |
| 56  | 2014 | "Toki o Koe Sora o Koe / Password is 0"                                                 | 1        | 3               | 119,409         | 132,225         | Gold                                                  | 14 Shō: The Message                              |
| 57  | 2014 | "Tiki Bun / Shabadaba Dū / Mikaeri Bijin"                                               | 2        | 7               | 135,109         | 142,077         | Gold                                                  | 14 Shō: The Message                              |
| 58  | 2015 | "Seishun Kozo ga Naiteiru / Yūgure wa Ameagari / Ima Koko Kara"                         | 2        | 4               | 101,275         | 108,813         | Gold                                                  | Best! Morning Musume 20th Anniversary            |
| 59  | 2015 | "Oh My Wish! / Sukatto My Heart / Ima Sugu Tobikomu Yūki"                               | 2        | 6               | 141,038         | 149,309         | Gold                                                  | Best! Morning Musume 20th Anniversary            |
| 60  | 2015 | "Tsumetai Kaze to Kataomoi / Endless Sky / One and Only"                                | 1        | 2               | 143,030         | 153,242         | Gold                                                  | Best! Morning Musume 20th Anniversary            |
| 61  | 2016 | "Utakata Saturday Night! / The Vision / Tokyo to Iu Katasumi"                           | 2        | 2               | 113,961         | 121,477         | Gold                                                  | Best! Morning Musume 20th Anniversary            |
| 62  | 2016 | "Sexy Cat no Enzetsu / Mukidashi de Mukiatte / Sō ja Nai"                               | 1        | 2               | 97,818          | 105,412         | Gold                                                  | Best! Morning Musume 20th Anniversary            |
| 63  | 2017 | "Brand New Morning / Jealousy Jealousy"                                                 | 2        | 2               | 79,206          | 89,618          | Gold                                                  | 15 Thank You, Too                                |
| 64  | 2017 | "Jama Shinaide Here We Go! / Dokyū no Go Sign / Wakaindashi!"                           | 2        | 1               | 111,049         | 118,588         | Gold                                                  | 15 Thank You, Too                                |
| 65  | 2018 | "Are You Happy? / A Gonna"                                                              | 1        | 1               | 114,105         | 130,371         | Gold                                                  | Best! Morning Musume 20th Anniversary            |
| 66  | 2018 | "Furari Ginza / Jiyū na Kuni Dakara"                                                    | 2        | 2               | 110,973         | 120,418         | Gold                                                  | Best! Morning Musume 20th Anniversary            |
| 67  | 2019 | "Jinsei Blues / Seishun Night"                                                          | 3        | 3               | 109,824         | 124,536         | Gold                                                  | 16th ~That's J-POP~                              |
| 68  | 2020 | ''KOKORO&K / Lovepedia / Ningen Kankei No Way Way"                                      | 2        | 3               | 126,884         | 134,295         | Gold                                                  | 16th ~That's J-POP~                              |
| 69  | 2020 | "Junjou Evidence / Gyuusaretai Dake na no ni"                                           | 2        | 4               | 112,278         | 118,962         | Gold                                                  | 16th ~That's J-POP~                              |
| 70  | 2021 | "Teenage Solution / Yoshi Yoshi Shite Hoshii no / Beat no Wakusei"                      | 2        | 3               | 120,435         | 156,133         | Gold                                                  | Morning Musume Best Selection ~ The 25 Shuunen ~ |
| 71  | 2022 | "Chu Chu Chu Bokura no Mirai / Dai Jinsei Never Been Better!"                           | 2        | 4               | 100,381         | 103,056         | Gold                                                  | Morning Musume Best Selection ~ The 25 Shuunen ~ |
| 72  | 2022 | "Swing Swing Paradise/Happy birthday to Me!"                                            | 1        | 1               | 97,762          | 100,245         | Gold                                                  | Morning Musume Best Selection ~ The 25 Shuunen ~ |
| 73  | 2023 | Suggoi FEVER! / Wake-up Call ~Mezameru Toki~ / Neverending Shine                        | 2        | 4               | 106,915         | 138,360         | Gold                                                  | Professionals-17th                               |
| 74  | 2024 | Nandaka Sentimental na Toki no Uta / SaiKIYOU                                           | 1        |                 | 103,399         |                 |                                                       | Professionals-17th                               |
| 75  | 2025 | Ki ni Naru Sono ki no Uta / Akaruku Ii Ko                                               |          |                 |                 |                 |                                                       |                                                  |

### Sencillos digitales
| Año  | Sencillo                                                          | Álbum                                      |
| ---- | ----------------------------------------------------------------- | ------------------------------------------ |
| 2010 | "Afternoon Coffee" como Afternoon Musume                          | Dreams 1                                   |
| 2010 | "Ramen Revolution 2010 Long Type"                                 | Petit Best 11                              |
| 2017 | "Ai no Tane (20th Anniversary Ver.)" como Morning Musume 20th     | ⑮ Thank you, too Hatachi no Morning Musume |
| 2017 | "Gosenfu no Tasuki"                                               | ⑮ Thank you, too Hatachi no Morning Musume |
| 2018 | "Morning Coffee (20th Anniversary Ver.)" como Morning Musume 20th | Hatachi no Morning Musume                  |
| 2018 | "Hana ga Saku Taiyō Abite"                                        | Hatachi no Morning Musume                  |

### Colaboraciones
| Año  | Artista                   | Sencillo                                                           | Posición | Posición        | Ventas (Oricon) | Ventas (Oricon) | Álbum         |
| Año  | Artista                   | Sencillo                                                           | JP       | JP              | Primera semana  | Total           | Álbum         |
| Año  | Artista                   | Sencillo                                                           | Oricon   | Billboard Japan | Primera semana  | Total           | Álbum         |
| ---- | ------------------------- | ------------------------------------------------------------------ | -------- | --------------- | --------------- | --------------- | ------------- |
| 2010 | Muten Musume              | "Appare Kaitenzushi!"                                              | 13       | -               | 7,336           | 9,235           | Petit Best 11 |
| 2011 | Hello! Project Mobekimasu | "Busu ni Naranai Tetsugaku"                                        | 4        | 5               | 49,429          | 56,562          | Petit Best 12 |
| 2018 | Hello Pro All Stars       | "Yeah Yeah Yeah / Akogare no Stress-free / Hana, Takenawa no Toki" |          |                 |                 |                 |               |